# إيفو ايفانوف
إيفو ايفانوف (بالبلغارية: Иво Иванов)‏ (30 أبريل 1985 ببلفن في بلغاريا - ) هو لاعب كرة قدم بلغاري في مركز الوسط. شارك مع منتخب بلغاريا تحت 21 سنة لكرة القدم. أما مع النوادي، فقد لعب مع سسكا صوفيا ونادي سبارتاك بليفين ونادي لوكوموتيف صوفيا وFC Lyubimets ‏.

## وصلات خارجية
- إيفو ايفانوف على موقع قاعدة بيانات كرة القدم.إي يو (الإنجليزية)
- إيفو ايفانوف على موقع Soccerway.com (الإنجليزية)